# Pietro Tarchini
Pietro Tarchini (* 29. September 1921 in Balerna; † 14. Juli 1999 in Ponte Cremenaga, Kanton Tessin) war ein Schweizer Radrennfahrer.

## Sportliche Laufbahn
Als Amateur siegte er 1943 in der Meisterschaft von Zürich vor Hans Born, in der folgenden Saison wurde er Dritter in diesem Rennen hinter dem Sieger Gottfried Weilenmann. 1943 gewann Tarchini die nationale Meisterschaft im Strassenrennen.
1945 wurde er Berufsfahrer im Radsportteam Allegro. Von 1945 bis 1949 war er als Berufsfahrer aktiv. In der Katalonien-Rundfahrt 1946 konnte er zwei Etappen für sich entscheiden. 1947 gewann er die Vier-Kantone-Rundfahrt vor Ernst Stettler. In jenem Jahr feierte er auch seinen grössten Erfolg als Profi, als er die 18. Etappe der Tour de France gewann. Im Gesamtendergebnis wurde er 53. und damit zugleich als Letzter des Rennens Träger der Lanterne Rouge. 1948 konnte er den Erfolg in der Vier-Kantone-Rundfahrt mit einem Sieg vor Hans Sommer wiederholen. Er gewann noch eine Etappe in der Luxemburg-Rundfahrt und einige kleinere Rennen in der Schweiz.
Die heimische Tour de Suisse bestritt er viermal, konnte aber nur 1946 das Ziel als 18. der Gesamtwertung erreichen.